# ドヴォロヴォイ
ドヴォロヴォイ（ロシア語: Дворово́й、ベラルーシ語: хлевник）は東スラヴの土着のスプライトで、牛と一緒に家畜小屋に住む、小人の外見をしているスラヴの民間信仰における庭の主。ドヴォロヴォイはドモヴォーイの弟と見なされている。ドモヴォイと同じように家畜にまつわる複合的な信仰と儀礼がドヴォロヴォイの名前に結びついており、しばし両者は混同されている。

## 詳細と儀式
牛の命と農場の強さはドヴォロヴォイの性格に左右される。ドヴォロヴォイが家族と牛を愛していれば、庭と農場は幸福に満たされるが、もしも何かのことで家の主人に腹を立てれば害と損失をもたらす。ドヴォロヴォイを怒らせないためにはいくつかの禁止事項と規則を守る必要があり、特に納屋や庭で悪態をつくことは禁止されており（ロシア）、女性は髪を解いたまま家を出てはならず（ウクライナ東部）、夜間に働くことは禁止されている（ウクライナのチェルニゴフ）。
ドヴォロヴォイはその家の家畜や家禽の所有者かつ保護者と見なされており、それらの健康と繁殖能力に影響を与える。ドヴォロヴォイが家畜を愛していれば、家畜たちは順調によく肥え、健康でよく繁殖する。ドヴォロヴォイは家畜に餌と水を与え、飼料を飼い葉桶に掻き入れ、牛を清潔にし、馬のたてがみをすいて三つ編みにし、赤いリボンを結ぶ（ロシア、ウクライナ、ベラルーシ）。ドヴォロヴォイの家畜に対する態度は、家畜の色が好みに合うかどうかによって決定される。もしも家畜が衰弱し、体重が減り、朝になると濡れていた場合、それはその牛が「所有者」にとって「庭に合わない」、「柄に合わない」、「手に負えない」ものと見なされる。ドヴォロヴォイは気に入らない家畜を苛み、庭中を追いかけまわし、飼い葉桶の下に追い込み、馬のたてがみのもつれを叩き、餌を奪い、肥料を餌箱に入れる（東スラヴ）。そのような家畜は、結局のところドヴォロヴォイに殺されてしまうと考えられたので売り払われた。
ロシア人は中庭で庭の精霊を宥める儀式を行っていた。贈り物は飼い葉桶の中の鉄の熊手に添えられた。別の場所では、庭の精霊に牛の世話を頼むために、納屋に夕食の残りが供えられた。
東スラブの民間信仰によれば、庭の精霊が家畜や家禽の幸福を左右すると考えられており、売買の際には庭の精霊の「好み」を考慮して動物を選んだ。コストロマ地方では、購入した牛を庭の精霊から守るために、パンと塩を持って庭に行き、お辞儀をしながら「お父様、ドモヴォーイ、尊敬するお方、私たちの家畜を愛してください」と言っていた。家畜の飼育に関するロシアの方言表現では「庭に合う」、「庭に馴染む」は家畜がよく育つことを意味し、「庭に合わない」、「庭に馴染まない」は家畜が育たず、病気になったり死んだりすることを意味する。
ロシア人はユリウス暦11月8日を庭の精霊の日と呼んでいる。

## 書誌
- Коринфский, А. А.. Народная Русь (Коринфский)/Михайлов день
- Левкиевская, Е. Е.. Славянские древности. 2. pp. 120-124
- Плотникова, А. А.. Славянские древности. 2. pp. 31-33
- Максимов, С. В. (1903). Нечистая, неведомая и крестная сила (Максимов)/Домовой-дворовой. Голике и Вильборг (издательство). pp. 44-48
- Никифоровский, Н. Я. (1907). Нечистики (Никифоровский)/Хлевники. Вильна: Н. Мац и Ко. pp. 53-57
- Грушко Е. А., Медведев Ю. М. Иллюстрированная энциклопедия «Русские легенды и предания» — М.:«Эксмо», 2004.
- Рожнова П. К. (1992). Радоница. Русский народный календарь: обряды, обычаи, травы, заговорные слова. Дружба народов. pp. 174. ISBN 5-285-00135-8